# Kogel
Kogel település Németországban, Mecklenburg-Elő-Pomeránia tartományban. Lakosainak száma 667 fő (2023. december 31.).

## Népesség
A település népességének változása:
| Lakosok száma | 687  | 675  | 648  | 664  | 667  |
|               | 2017 | 2019 | 2021 | 2022 | 2023 |